# Triturazione dei rifiuti
La triturazione dei rifiuti o riduzione dimensionale è una delle operazioni di pretrattamento a cui sono sottoposti i rifiuti prima di essere avviati al trattamento vero e proprio, e consiste nella riduzione del materiale in frammenti di dimensione adatta alle successive operazioni di trattamento.

## Tipi di trituratori
I trituratori si differenziano prevalentemente in base all'utensile di cui sono dotate, o al diverso numero di utensili di cui sono equipaggiati, o alla rispettiva velocità di movimento. 
I più comuni trituratori sono i mulini a martelli e i trituratori a coltelli o cesoie.
La scelta della tipologia di trituratore più idoneo avviene solitamente sui seguenti parametri:
- Portata oraria del rifiuto da trattare (parametro che influenza direttamente anche i consumi elettrici)
- Pezzatura finale del prodotto da ottenere

### Mulini a martelli
Sono dotati di una serie di masse (“martelli”) fissate ad un albero rotante (velocità di rotazione circa 1.000 giri/min), che colpendo ripetutamente il rifiuto ne determina la frantumazione in parti sempre più ridotte. I mulini ad asse verticale hanno lo spazio adibito al contenimento del materiale a forma di imbuto, cosicché i pezzi di dimensioni maggiori sono in grado di scendere per gravità nella sezione via via più stretta solo dopo progressiva frantumazione. Le parti dure non frantumabili, vengono colpite dai martelli e assumono forza centrifuga sufficiente per l'espulsione “balistica” attraverso un'apposita apertura posta sulla sommità della “camera di frantumazione”.
I mulini ad asse orizzontale hanno una griglia semicilindrica forata nella parte sottostante, a distanza contenuta dall'area di azione dei martelli. Il materiale, alimentato tramite tramoggia dall'alto, viene frantumato dai martelli, e se sufficientemente ridotto di pezzatura, passa attraverso la griglia e cade nella parte inferiore dove viene raccolto, altrimenti viene colpito nuovamente e riportato nella parte superiore del mulino.

### Trituratori a coltelli o cesoie
Sono dotati di utensili affilati (coltelli) montati attorno a uno o più alberi orizzontali rotanti. Ruotano alla velocità di 50÷200 giri/min, lacerano e tagliano il materiale che viene loro in contatto per caduta, dal sistema di alimentazione posto nella parte alta della macchina
La dimensione del materiale in uscita, solitamente compresa tra 3 e 30 cm,  è determinata dalla distanza tra gli alberi e tra i singoli utensili.
L'aggiunta di una griglia forata, sottostante agli assi rotanti, permette una maggiore uniformità dimensionale del materiale trattato.
Questo tipo di macchina trova impiego anche come lacera sacchi, ovvero per le operazioni di apertura e rottura dei sacchetti a perdere contenenti il rifiuto da trattare. 
Nel caso di immissione di materiali non triturabili o inerti (metalli, vetri, pezzi di cemento, ecc..) il sistema potrebbe bloccarsi o subire danneggiamenti. Sono previsti sistemi automatici anti-inceppamento: nel caso di arresto degli assi, si ha un'inversione automatica del senso di rotazione degli assi stessi per alcuni giri, in maniera liberare il sistema automaticamente. Nel caso di ripetizione del problema al riavvio, si ha l'interruzione e l'intervento manuale dell'operatore.
Si tratta di macchine sottoposte a forte usura degli utensili, quindi richiedono numerosi pezzi di ricambio e operazioni frequenti di manutenzione.

## Applicazioni
I sistemi di riduzione dimensionale possono essere utilizzati:
- Nella fase di selezione iniziale. Ad esempio:
  - Per i rifiuti da raccolta differenziata:
    - Per triturare i rifiuti ingombranti, separati “a pavimento” all'arrivo all'impianto
    - Per la pre-triturazione prima della vagliatura o della selezione manuale.

  - Per i rifiuti da raccolta indifferenziata:
    - Nell’apertura dei sacchi e la rottura  dei materiali prima della vagliatura
- Nella fase di post–trattamento meccanico, per sminuzzare ulteriormente il residuo combustibile ottenuto alla fine del ciclo, o come trattamento di preparazione dello stesso a un'eventuale fase di pressatura

I trituratori, in particolare del tipo a martelli, se utilizzati per la preparazione a vagliatura del rifiuto proveniente da raccolta indifferenziata, non devono operare una triturazione troppo spinta, per non polverizzare i materiali inerti e sminuzzare troppo finemente la sostanza organica putrescibile.
Devono infatti rimanere sopravaglio le frazioni più leggere (carta, plastica, sostanza organica putrescibile), e sottovaglio la fase più pesante (metalli, legno, inerti, vetro).